# 普門院 (江東区)
普門院（ふもんいん）は、東京都江東区亀戸にある真言宗智山派の寺院。山号は福聚山。亀戸七福神のうち毘沙門天を祀る。

## 歴史
福聚山善應寺普門院は、大永2年（1522年）武蔵国豊島郡三原にあった開基とされる千葉自胤の城中に創建された。創建時の本尊は聖観音で、千葉自胤の家臣佐田善次盛光が冤罪によって斬罪に処されるところ、日頃の信心によって、この観音に身を救われたことから、千葉自胤が感じ入り寺院を建立したのだという。後に年代不詳ながら別に堂が建てられ、元和2年（1622年）に現在の土地に移った。その際、船で釣鐘を運ぼうとしたところ、誤って隅田川に落としてしまい、これを引き上げることはできなかった。これが鐘ヶ淵の地名の由来となっている。慶安2年（1649年）には徳川家光が立ち寄った際、5石の朱印状を拝領した。安永年間(1772～1781)には栄範上人によって本尊が聖観音から大日如来に改められた。また、江戸期には葛飾区青戸にある薬王山真頂寺宝持院の末寺であった。

## 文化財
- 大島伯鶴歌碑
- 応永の石灯籠
- 古筆了意の碑
- 木食の碑

## 墓所
- 伊藤左千夫（歌人）
- 秀ノ山雷五郎（大相撲力士）
- 今半創業者 高岡常太郎、相澤半太郎
- 戦災殉難者供養碑

## 交通アクセス
- 亀戸駅北口より徒歩11分（経路案内）。